# Argos Films
Pour les articles homonymes, voir Argos.
 (juillet 2017).
Si vous disposez d'ouvrages ou d'articles de référence ou si vous connaissez des sites web de qualité traitant du thème abordé ici, merci de compléter l'article en donnant les références utiles à sa vérifiabilité et en les liant à la section « Notes et références ».
Argos Films est une maison de production cinématographique française fondée en 1949 par Anatole Dauman (1925-1998)  et Philippe Lifchitz (1919-2012). La société Argos Films produira des courts métrages célèbres tel Nuit et brouillard, le documentaire français réalisé par Alain Resnais. Puis des longs métrages avec des films de Rouch, Marker, Resnais, Bresson, Godard, Ōshima, Schlöndorff, Wenders.
Ses activités actuelles sont l'exportation et les ventes de films à l'international ainsi que la production déléguée.
Florence Dauman en est la présidente directrice générale.

## Filmographie
- 1996 : Level Five, long-métrage de Chris Marker.
- 1991 : Jusqu'au bout du monde, long-métrage de Wim Wenders[5].
- 1987 : Les Ailes du désir, long-métrage de Wim Wenders.
- 1986 : Le Sacrifice, long-métrage d'Andreï Tarkovski.
- 1985 : Scherzo infernal, court-métrage de Walerian Borowczyk.
- 1984 : Paris, Texas, long-métrage de Wim Wenders.
- 1983 : La Belle Captive, long-métrage d'Alain Robbe-Grillet.
- 1982 : Sans soleil, long-métrage de Chris Marker.
- 1981 : 
  - Les Fruits de la passion, long-métrage de Shūji Terayama.
  - Le Faussaire, long-métrage de Volker Schlöndorff.
- 1978 : 
  - L'Empire de la passion, long-métrage de Nagisa Ōshima.
  - Le Tambour, long-métrage de Volker Schlöndorff.
- 1976 : 
  - L'Empire des sens, long-métrage de Nagisa Ōshima.
  - Chantons sous l'Occupation, long-métrage de André Halimi.
  - Le Coup de grâce, long-métrage de Volker Schlöndorff.
- 1975 : La Bête long-métrage de Walerian Borowczyk.
- 1974 : Contes immoraux, long-métrage de Walerian Borowczyk.
- 1973 : La Planète sauvage, long-métrage de René Laloux.
- 1972 : Vive la baleine, court-métrage de Mario Ruspoli, Chris Marker.
- 1970 : Le Désordre à vingt ans, long-métrage de Jacques Baratier.
- 1969 : Jeanne et la Moto, court-métrage de Diourka Medveczky
- 1969 : L'amour c'est gai, l'amour c'est triste, long-métrage de Jean-Daniel Pollet.
- 1967 : Mouchette, long-métrage de Robert Bresson.
- 1966 : 
  - La guerre est finie, long-métrage d'Alain Resnais.
  - Au hasard Balthazar, long-métrage de Robert Bresson.
  - Masculin féminin, long-métrage de Jean-Luc Godard.
- 1964 : 
  - Le Coup de grâce, long-métrage de Jean Cayrol.
  - Les oiseaux sont des cons, court-métrage de Chaval.
- 1963 : À Valparaíso, court-métrage de Joris Ivens.
- 1962 : 
  - Muriel ou le Temps d'un retour, long-métrage d'Alain Resnais.
  - La Jetée, court-métrage de Chris Marker.
  - Mais où sont les nègres d'antan ?, film d'animation de Michel Boschet et André Martin.
  - Algérie, année zéro, court métrage de Marceline Loridan et Jean-Pierre Sergent
- 1961 : 
  - Chronique d'un été, long-métrage de Jean Rouch.
  - Le Rendez-vous de minuit, long-métrage de Roger Leenhardt.
- 1960 : 
  - L'Année dernière à Marienbad, long-métrage d'Alain Resnais.
  - Description d'un combat, long-métrage, Réalisateur Chris Marker.
- 1959 : Hiroshima mon amour, long-métrage d'Alain Resnais.
- 1958 : Lettre de Sibérie, long-métrage de Chris Marker.
- 1957 : 
  - La Première Nuit, court-métrage de Georges Franju.
  - Broadway by Light, court-métrage de William Klein.
- 1955 : Symphonie mécanique, court-métrage de Jean Mitry.
- 1954 : Nuit et brouillard, court-métrage d'Alain Resnais.
- 1952 : Le Rideau cramoisi, long-métrage de Alexandre Astruc.